# Sipán (Chiclayo)
Sipán es un pueblo ubicado en el distrito de Saña en la provincia de Chiclayo, departamento de Lambayeque.

## Demografía
En el 2017 contaba con una población de 884 habitantes lo que la hace la tercera localidad más poblada del distrito después de Zaña y Saltur.